# Унітас (Горінхем)
ГФА «Унітас» (нід. GVV Unitas) — аматорський футбольний клуб з міста Горінхем, Нідерланди. Клуб був заснований 1898 року. Клуб виступає у Дерде Дивізі, 4-й лізі нідерландського футболу.